# 日環アリーナ栃木
日環アリーナ栃木（にっかんアリーナとちぎ）は、栃木県宇都宮市西川田の栃木県総合運動公園にある、屋内スポーツ施設。メインアリーナ・サブアリーナ・屋内水泳場・多目的スタジオ・トレーニング室などで構成される。栃木県で初めてPFIによって建設された施設で、三菱HCキャピタル（旧日立キャピタル）を筆頭企業とするコンソーシアムが設立した特別目的会社「株式会社グリーナとちぎ」が運営する。

## 施設
鉄筋コンクリート造一部鉄骨造で、メインアリーナ・屋内水泳場・サブアリーナの3棟が「交流の丘」を囲むように配置されている。大空間を持つ施設が1か所に3つも集まった施設は珍しい存在である。また、それぞれ異なる架構式構造を採用している。建物としては地上4階建てであるが、地下に「ピット階」がある。
館内
| 階   | メインアリーナ                           | サブアリーナ                 | 屋内水泳場                                                     | その他                                                                       |
| ---- | ---------------------------------------- | ---------------------------- | -------------------------------------------------------------- | ---------------------------------------------------------------------------- |
| 4階  | 客席、アリーナ吹き抜け、貴賓室           | アリーナ吹き抜け             | 客席、アリーナ吹き抜け                                         |                                                                              |
| 3階  | 客席、アリーナ吹き抜け                   | アリーナ吹き抜け             | 客席、アリーナ吹き抜け                                         |                                                                              |
| 2階  | 客席、アリーナ吹き抜け                   | 客席、アリーナ吹き抜け       | 客席、アリーナ吹き抜け                                         | マロニエテラス                                                               |
| 1階  | アリーナ、器具庫、更衣室、ロッカールーム | アリーナ、器具庫、幼児体育室 | プール、器具庫、更衣室、会議室、医務室、競技向上支援室、貴賓室 | 事務室、トレーニング室、多目的スタジオA・B、ドライランド、ボルダリング用の壁 |
| 地下 | 雨水抑制層                               |                              | プール貯留槽、プール、環水槽、設備機械                         |                                                                              |

天井・壁などに大谷石・木材などの栃木県産材や、鹿沼組子などの栃木県の伝統工芸品を使用している。外壁は大谷石採掘場をイメージしたもので、凸部は日光杉から型取りした木目を付けたプレキャスト板、凹部は液体ガラスで保護する加工を施した大谷石である。万が一、大谷石が割れた時に備え、裏側にネットを張り、大谷石部分の直下には植栽を配置して人が立ち入らないようにする安全対策を行っている。メインアリーナと屋内水泳場の間の通路は、日光杉のルーバーを用いた大庇が架かる。また、1階のメインコリドーは、鹿沼組子の幾何学模様から着想し、照明と床面のサインを斜めのライン上に配置した。2021年（令和3年）度のグッドデザイン賞を受賞した。

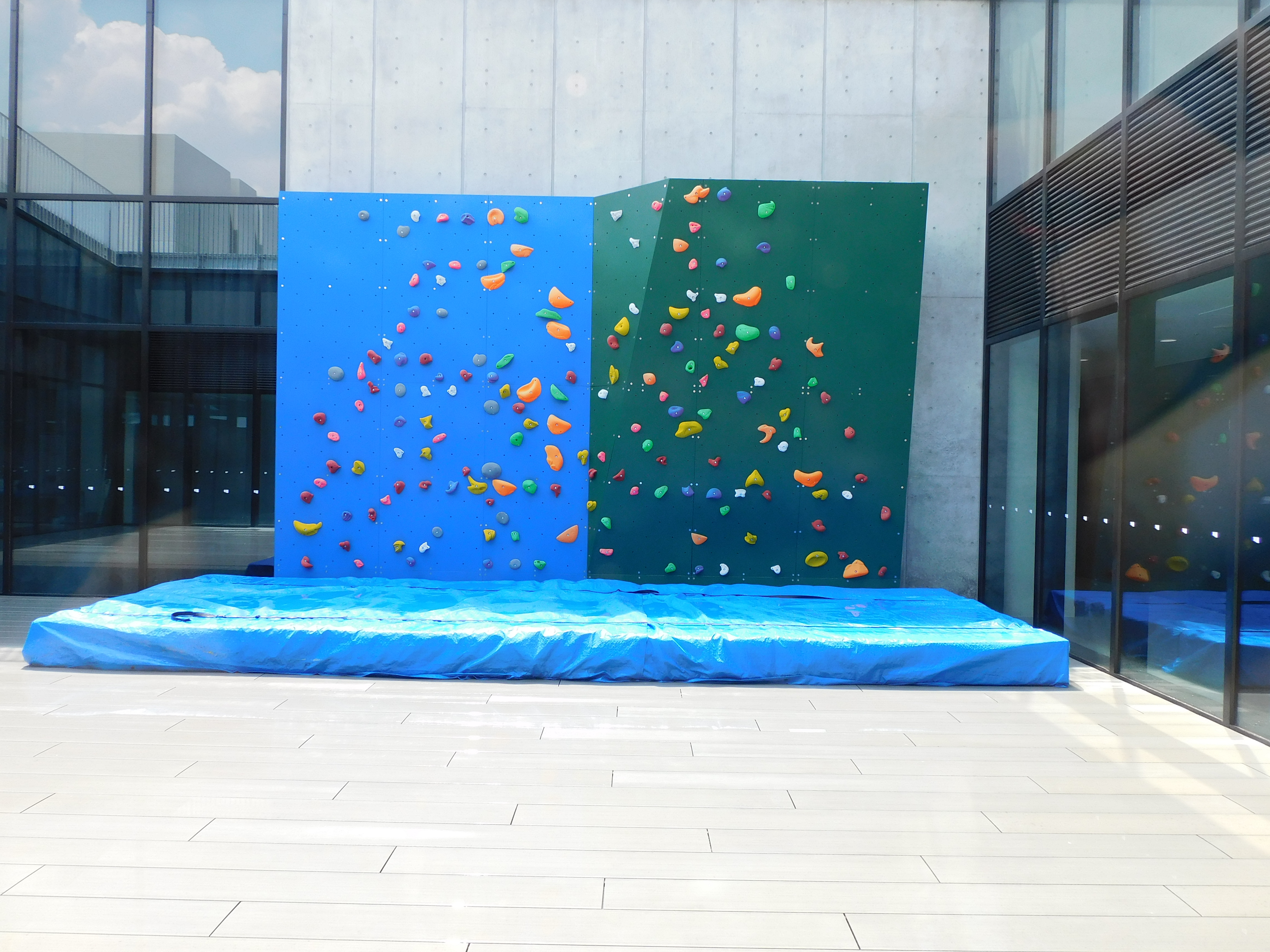
クライミングウォール
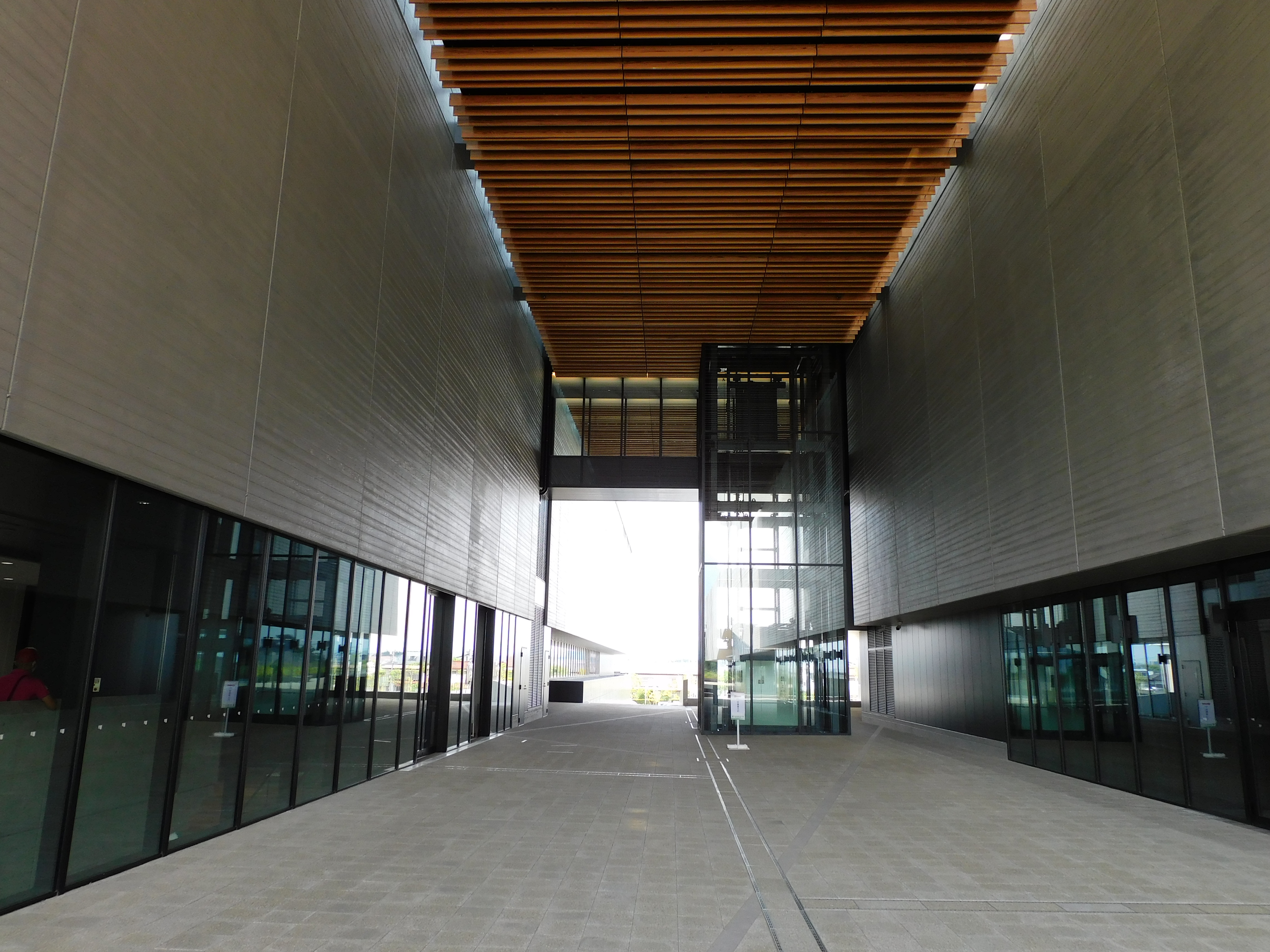
2階通路とルーバー

### メインアリーナ
内部は黒を基調とし、ラチス梁構造を採用する。バスケットボール・バレーボールコート4面分、バドミントンコート20面分の広さがある。観覧席は5,040席で、うち可動席は約2,000席である。4階に貴賓室がある。
第77回国民体育大会（いちご一会とちぎ国体・大会）では、体操競技、バスケットボール、バスケットボール（知的障害者）が開催された。

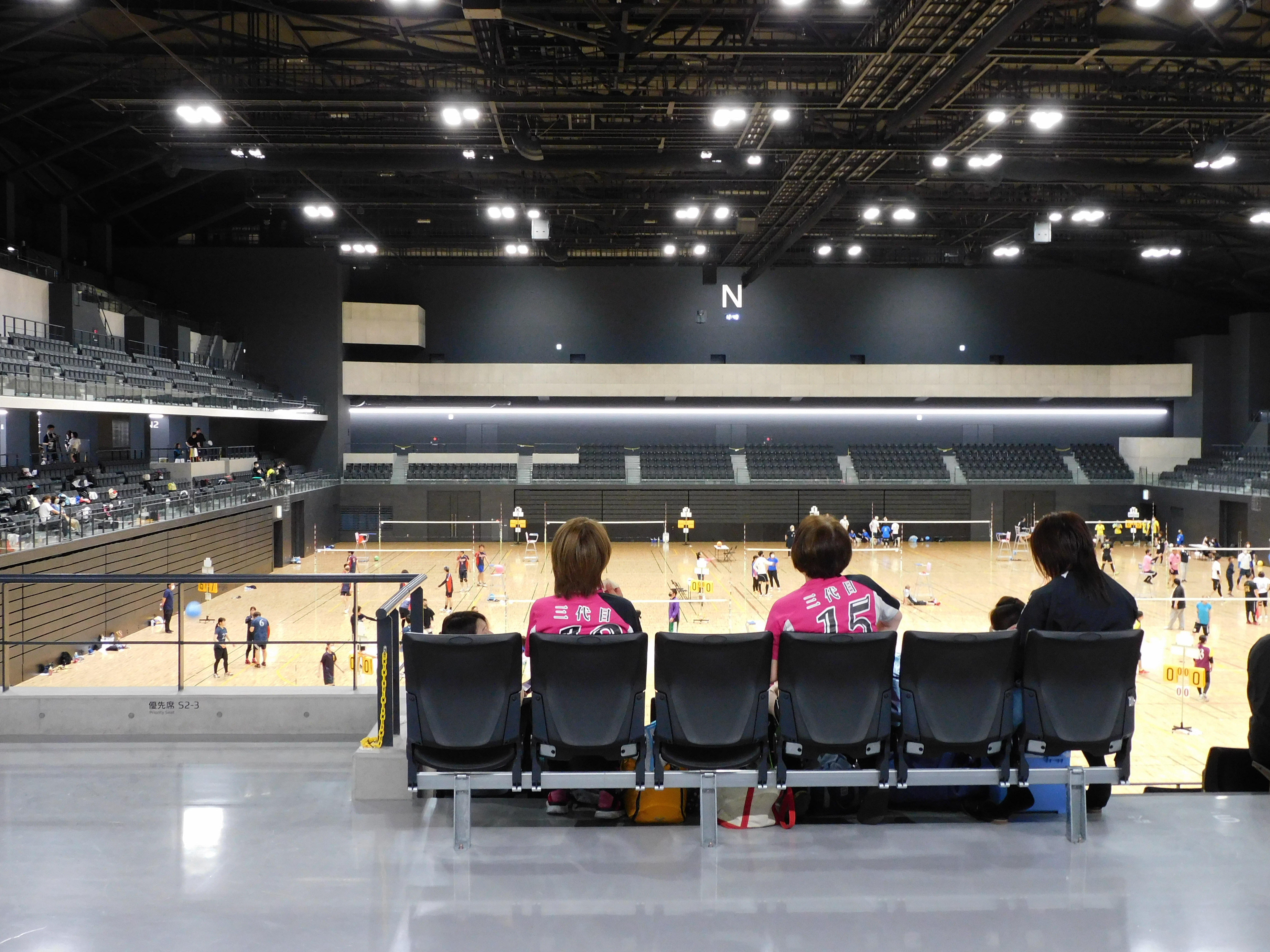
館内
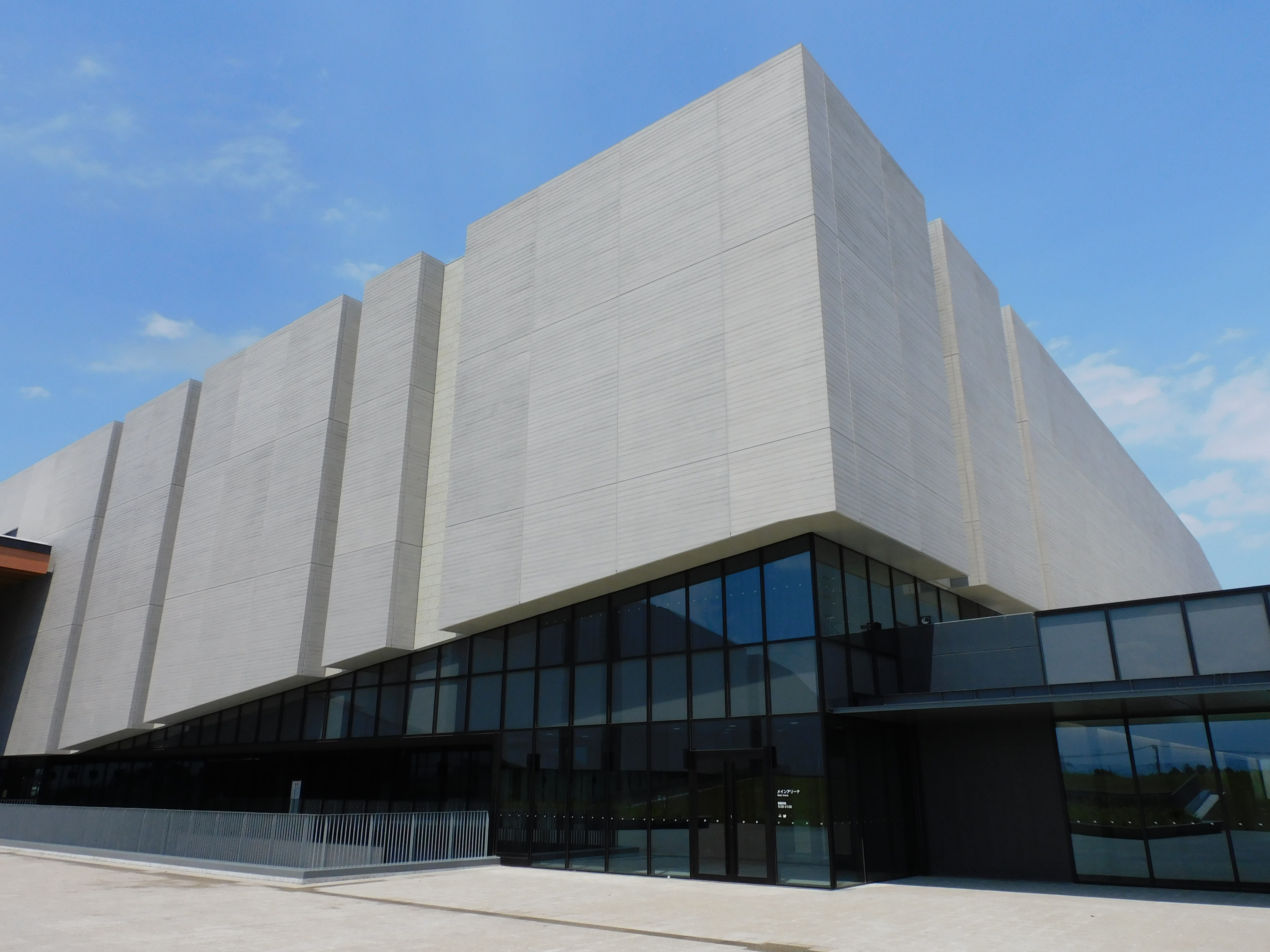
外観

### 屋内水泳場
内部は白を基調とし、ラチス併用張弦梁構造を採用する。50メートル10レーンプールと25メートル8レーンプール（飛込競技との兼用）がある。どちらも日本水泳連盟の公認プールである。観覧席は約2,000席で、うち段状観覧スペースは約1,000席である。
飛込台は、日本国内ではまだ導入例の少ないシンクロナイズドダイビングに対応した規格である。大成建設入社1年目だった松岡弘樹がデザインしたもので、現場打ちコンクリートで造った幾何学的な形を特徴とする。陸上練習場のドライランドは、完成時点で日本一の規模である。
施設が充実することから、飛込競技の日本代表合宿や日本選手権・IHの会場として利用されている。いちご一会とちぎ国体・大会では、水泳、水泳（身体障害者・知的障害者）が開催された。

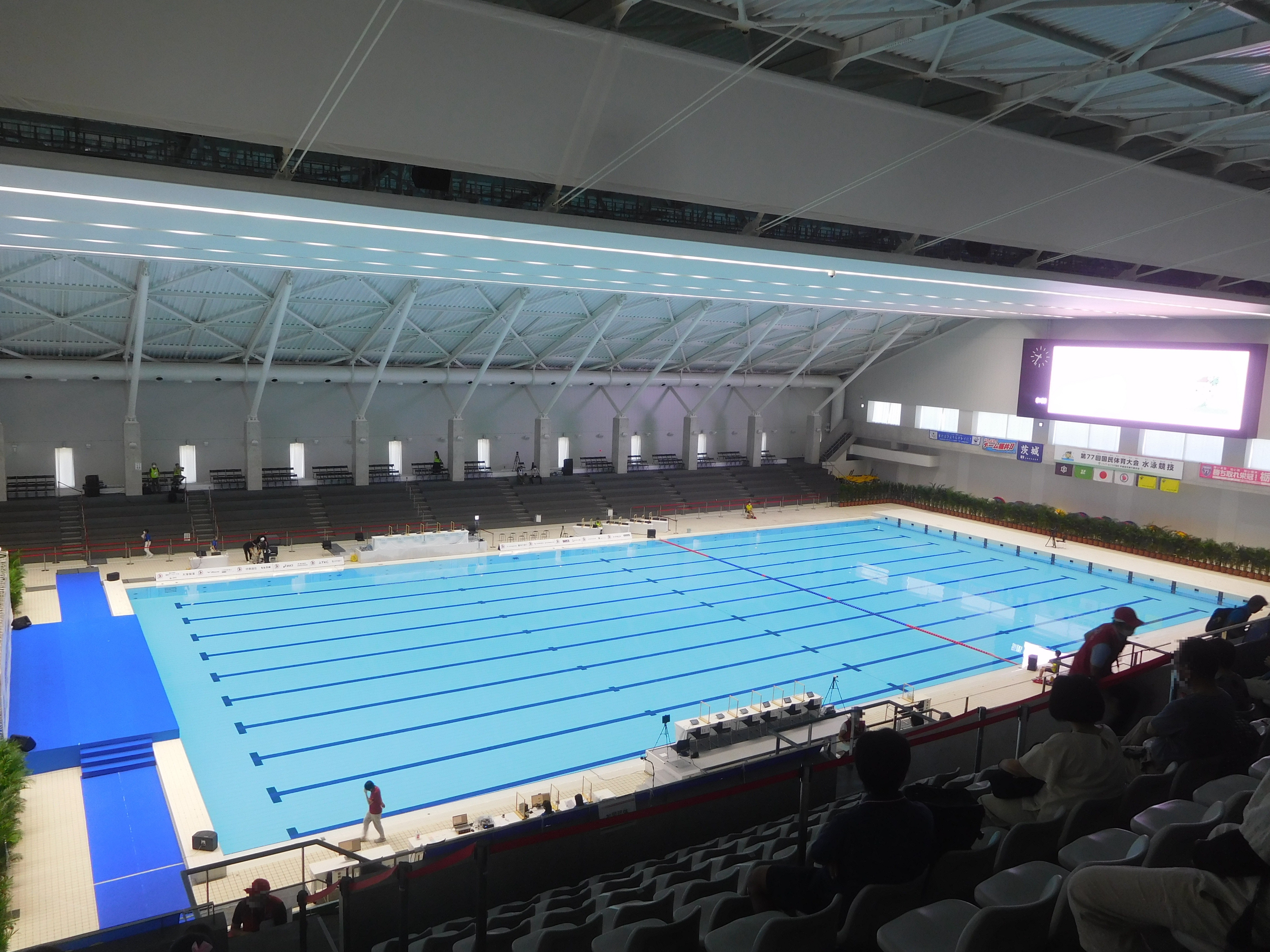
50mプール
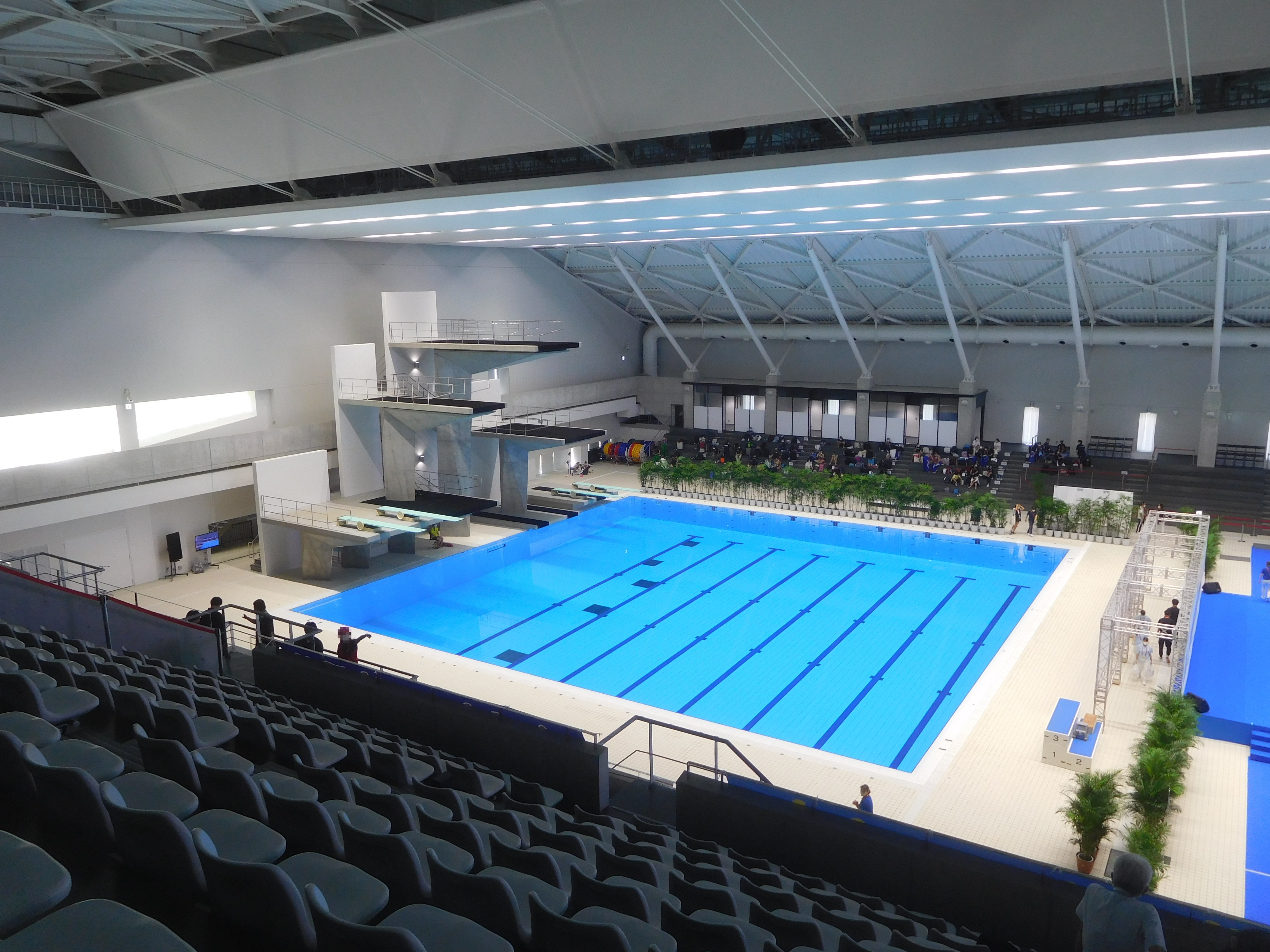
25mプール（飛込競技兼用）
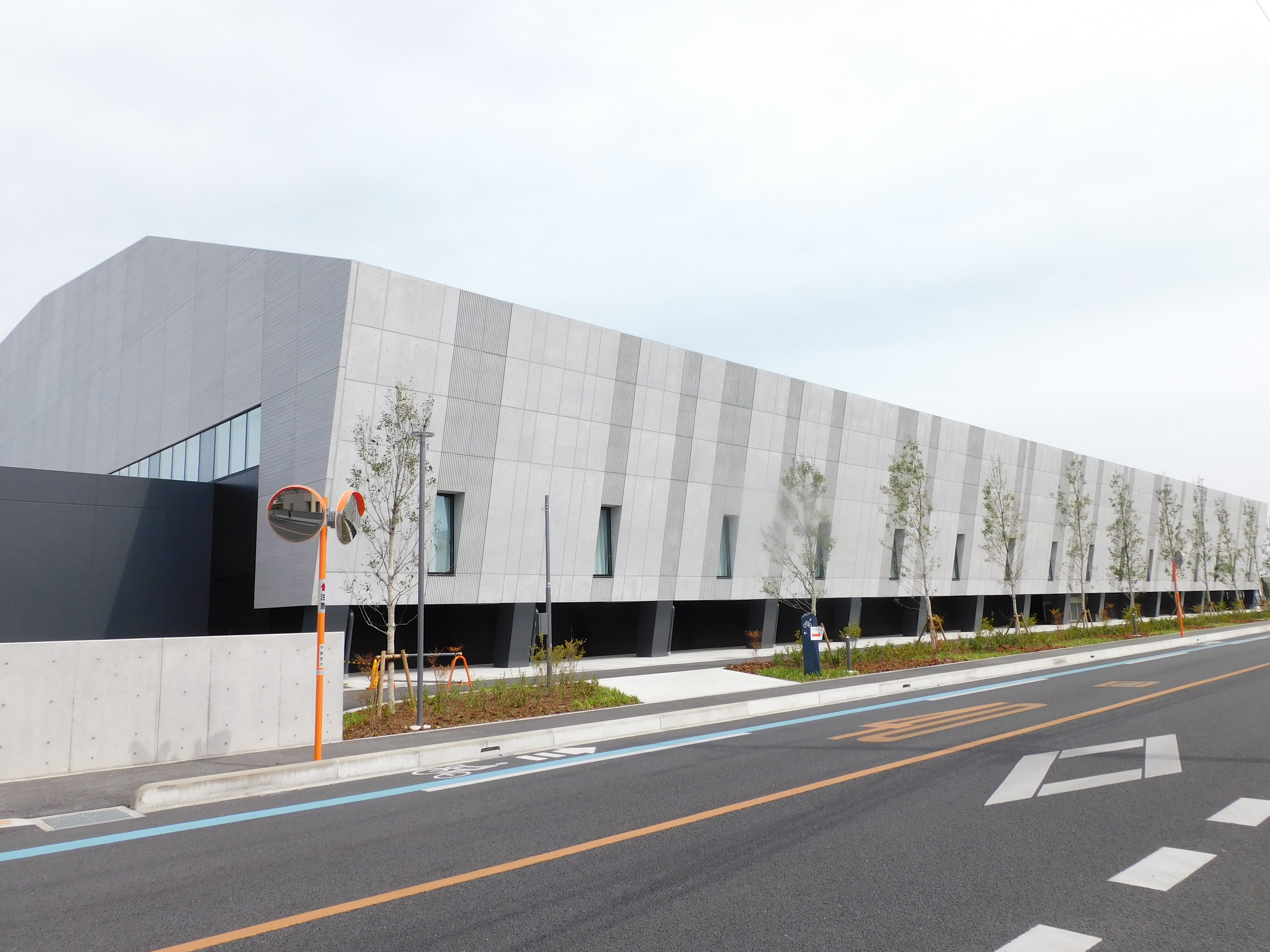
外観

### サブアリーナ

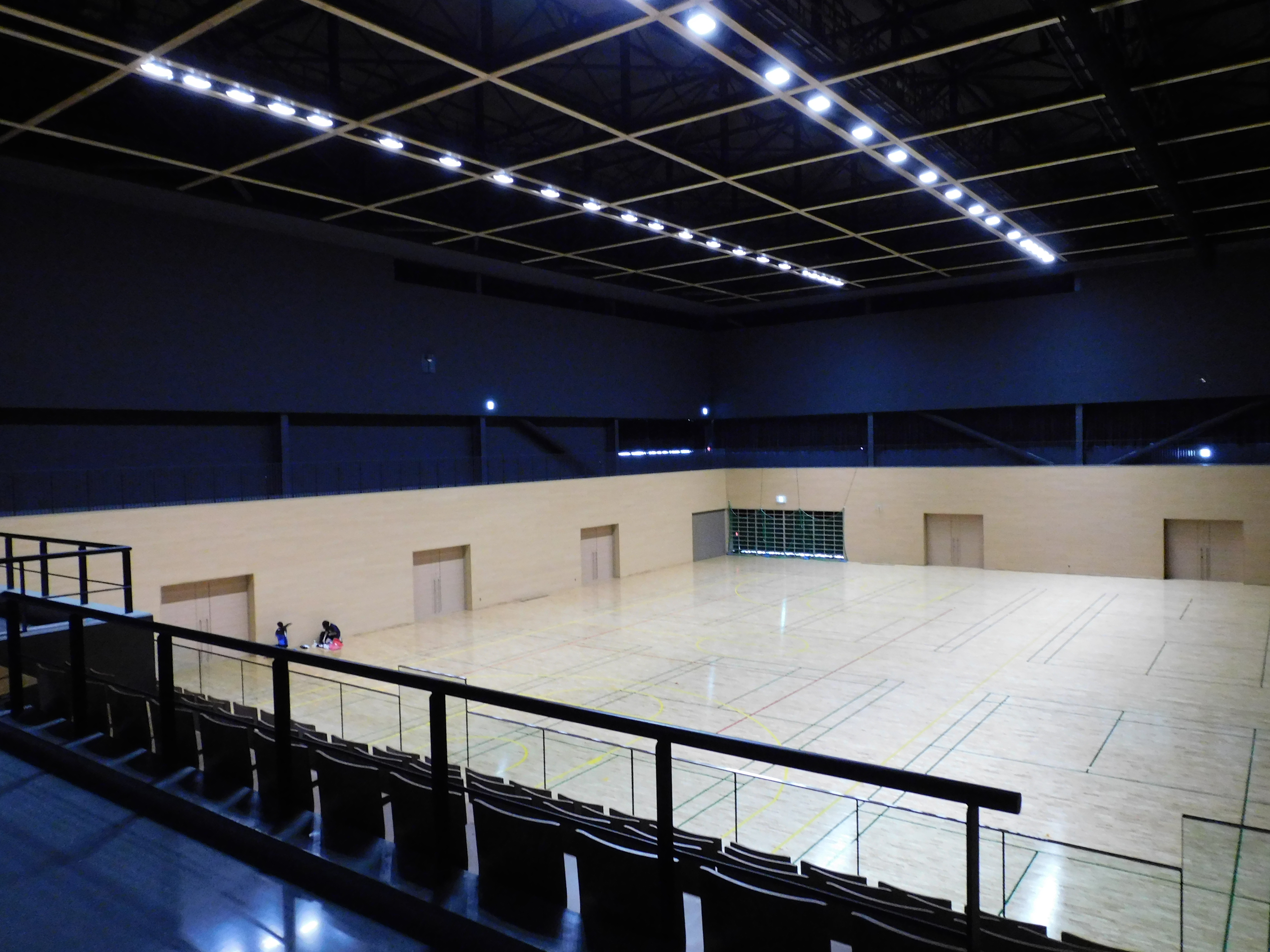
サブアリーナ内部

平面格子トラス構造を採用する。この格子トラスは日光杉でできている。バスケットボール・バレーボールコート2面分、バドミントンコート10面分の広さがある。観覧席は約300席である。幼児体育室にはボールプールがある。

### ウェルネスエリア

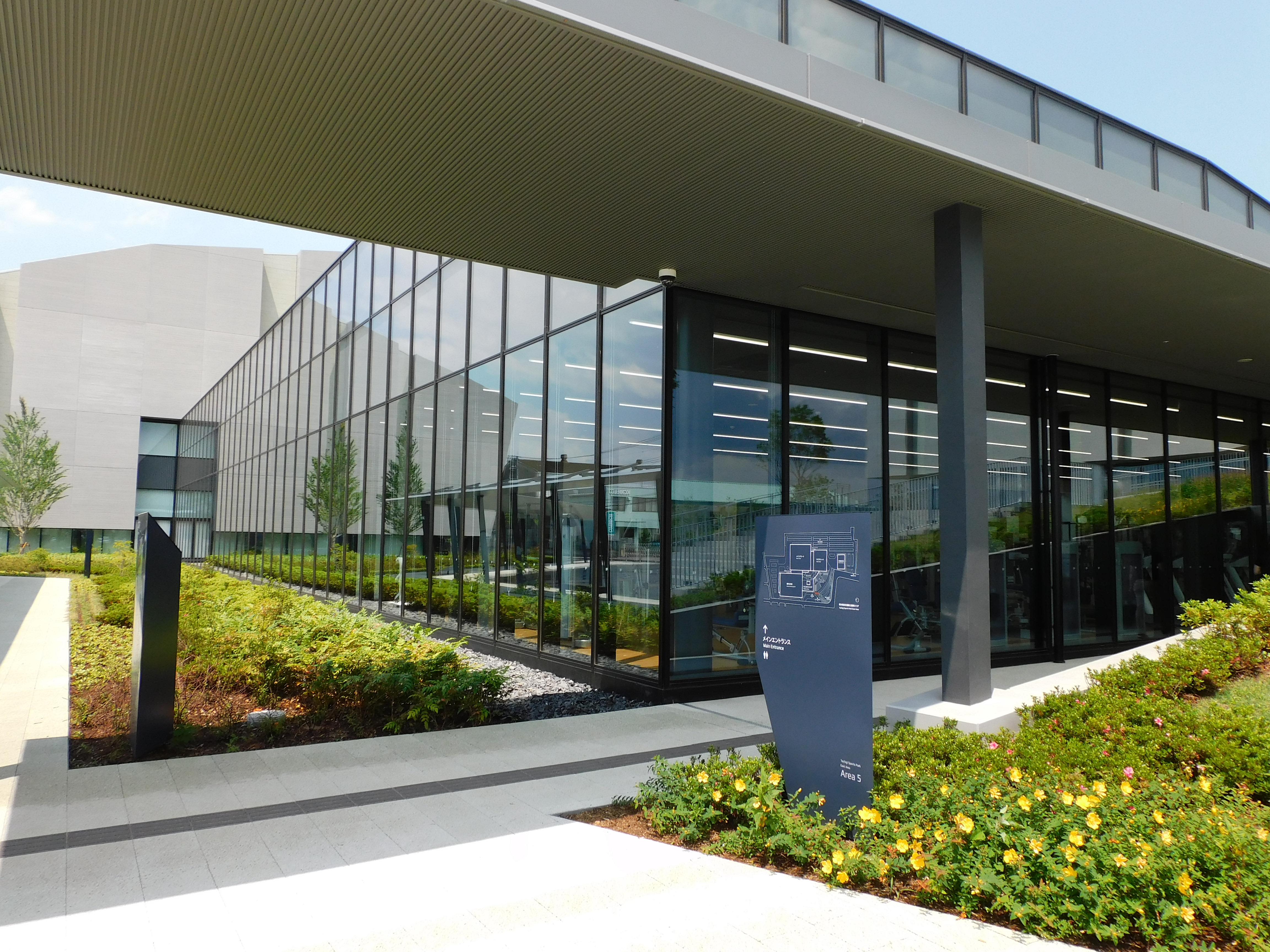
トレーニング室外観

ウェルネスエリアとしてスタジオ（ダンスや卓球向け）、トレーニング室、ボルダリング施設も整備されている。
トレーニング室は、有酸素マシンエリア・ウェイトマシンエリア・フリーウェイトエリア・コンディショニングエリア・ストレッチエリアの5つで構成され、車いす利用者でも利用できるウェイトマシンを設置するなど、誰もが利用できることを目指している。インフォメーションエリアでは、体力測定等の結果から、各人に適したトレーニングや健康管理法を提案する。

### 体育館分館

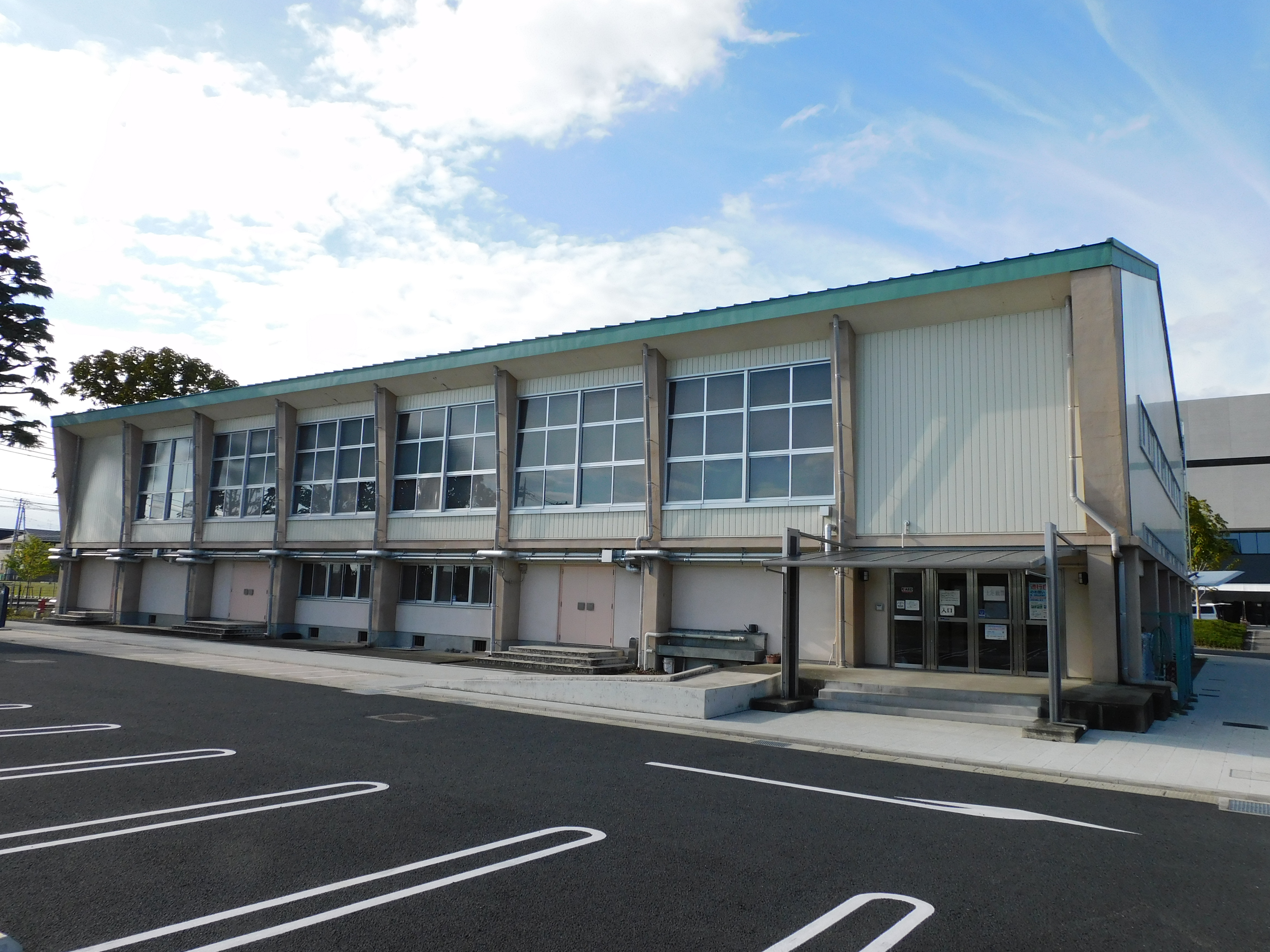
体育館分館

ボクシングリングを常設する体育館分館がある。2階には卓球場がある。
1978年（昭和53年）に栃木県消防学校屋内訓練場として建築され、2005年（平成17年）度に改修工事を施した後、2006年（平成18年）4月より供用を開始した。

## 歴史
栃木県庁は2014年（平成26年）に「総合スポーツゾーン全体構想」を策定し、栃木県総合運動公園とその周辺を総合スポーツゾーンとし、既存の運動公園を「中央エリア」、宇都宮競馬場跡を「北エリア」、栃木県運転免許試験場跡・栃木県警察機動センター跡を「東エリア」に区分して、東エリアに新体育館と屋内水泳場を一体的に整備し、2022年（令和4年）開催予定の第77回国民体育大会・第22回全国障害者スポーツ大会（いちご一会とちぎ国体・大会）に向けた選手育成の拠点とする方向性を示した。栃木県は、県内初のPFIを導入することを決定し、2016年（平成28年）4月に総合評価一般競争入札による入札公告を行い、2事業者が応札した。11月25日に日立キャピタルを筆頭とするグループが292億8342万4728円（税別）で落札した。この額は、従来通りの施設整備を行った場合に比べておよそ21.9%の経費節約になったという。
2017年（平成29年）4月から、2018年（平成30年）5月まで設計を行い、6月に着工した。2020年（令和2年）9月30日時点で予定通りの進捗率96%であることが公表された。（日本水泳連盟から）プールの公認を得るには最大4か月を要することから、屋内水泳場の建設を先行し、この時点までに完工させた。2021年（令和3年）1月に竣工した。
2021年（令和3年）3月21日、開館記念式典を挙行、栃木県知事の福田富一ら300人が出席し、式典後には関係者向けの内覧会が開かれた。（県民向けの内覧会は3月27日・3月28日に開催した。）4月1日に開館し、水泳場やトレーニング室が一般開放された。4月3日にこけら落としとして、ジャパン・プロフェッショナル・バスケットボールリーグ（Bリーグ）宇都宮ブレックス対名古屋ダイヤモンドドルフィンズの試合が行われ、2,426人が来場し、ホームのブレックスが88対69で勝利した。ブレックスは翌4月4日もダイヤモンドドルフィンズに勝利し、Bリーグチャンピオンシップ出場権を獲得した。
当施設の開館に伴い、老朽化の進んでいた栃木県体育館（宇都宮市中戸祭一丁目）は2021年（令和3年）3月31日をもって閉館した。

### 大会等の開催
- Bリーグ公式戦[30]
- 栃木県高等学校総合体育大会[33]
- 全国健康福祉祭（ねんりんピック）栃木県予選[34]
- 第76回国民体育大会（三重とこわか国体）関東ブロック大会[35]
- 第97回・第98回日本選手権水泳競技大会飛込競技[36][37]
- 第77回国民体育大会（いちご一会とちぎ国体・大会）[21]

## 命名権
正式名称は「栃木県総合運動公園東エリア運動施設」であるが、開館当初より施設命名権（ネーミングライツ）を導入している。2021年（令和3年）4月1日付で宇都宮市の産業廃棄物処理業者である株式会社日環が年額1300万円で2026年（令和8年）までの5年契約を締結した。命名権パートナーの発表は2020年（令和2年）12月21日に行われ、同時に総合運動公園の武道館の愛称が「ユウケイ武道館」になることも発表された。

## PFI
日環アリーナ栃木はPFIを導入した栃木県初の施設であり、施設の設計・建設から維持管理・運営までを株式会社グリーナとちぎが担う。グリーナとちぎは、日立キャピタルを筆頭とし、大成建設、ミズノ、日本水泳振興会、ハリマビステム、環境整備、中村土建、渡辺建設、梓設計、安藤設計、大谷石産業、ベルモール、ブレイン、コクヨ北関東販売の14社で構成される、特定目的会社である。このうち大谷石産業、ベルモール、ブレイン、コクヨ北関東販売の4社は協力会社であり、残る10社は出資社である。
上記14社のうち、梓設計・大成建設・安藤設計が設計共同企業体を結成して設計を、大成建設・中村土建・渡辺建設が特定建設企業体を結成して施工を、ミズノ・日本水泳振興会・ベルモールが運営共同企業体を結成して管理・運営を行う。ミズノが管理運営を担当する施設の中で、日環アリーナ栃木は最大規模であり、管理運営以外に館内の備品の納入や防球ネットの設置なども行っている。PFIによる施設管理は、2036年（令和18年）3月末まで（15年間）の予定である。

## 交通

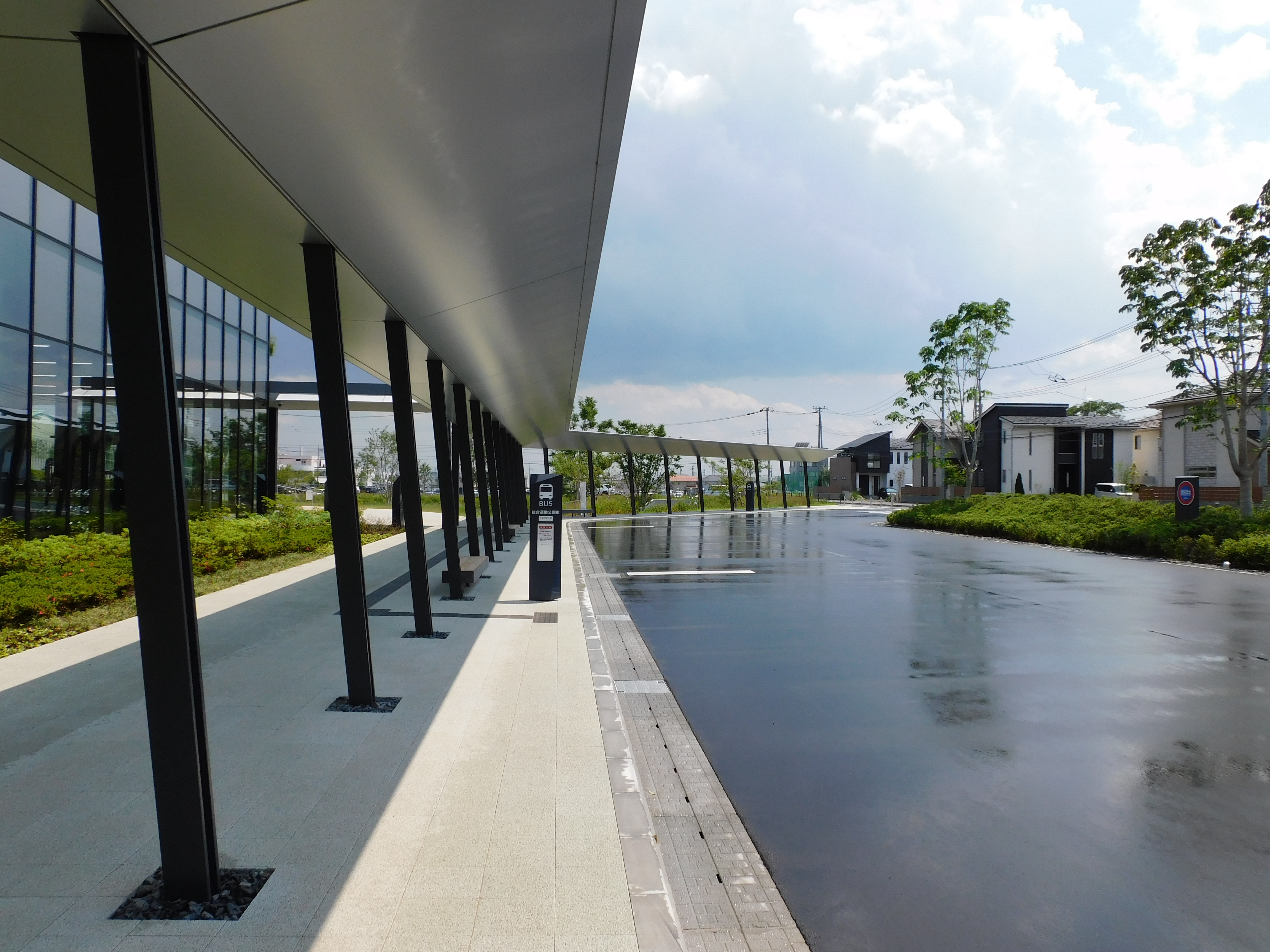
総合運動公園東バス停
2021年6月1日より供用開始。

日環アリーナ栃木は栃木県総合運動公園の一部であるが、公園自体が広大であり、同じ園内にあるカンセキスタジアムとちぎから歩くと20分かかる人もいる。なお、公園中央エリアとは歩行者用地下通路でつながっており、通路から施設の2階に至るまでの空間に、緩やかに傾斜する「交流の丘」を設けている。自動車利用の場合、園内に複数の駐車場（有料）があり、駐車場所によっては長距離の徒歩移動を要する。
最寄り駅は東武西川田駅で、徒歩25分（公式パンフレットでは15分）かかる。宇都宮ブレックスの試合開催時にはJR雀宮駅からシャトルバスが運行され、通常時は雀宮駅または宇都宮駅西口から関東自動車が路線バスを運行しており、「総合運動公園東」が最寄りのバス停となる。